# Ant Hill
Ant Hill är en kulle i Antarktis. Den ligger i Östantarktis. Nya Zeeland gör anspråk på området. Toppen på Ant Hill är 1 310 meter över havet, eller 665 meter över den omgivande terrängen. Bredden vid basen är 2,8 km.
Terrängen runt Ant Hill är varierad. Trakten är obefolkad. Det finns inga samhällen i närheten. 